# Ampelopsis heterophylla
Ampelopsis heterophylla är en vinväxtart som först beskrevs av Carl Peter Thunberg, och fick sitt nu gällande namn av Siebold & Zucc.. Ampelopsis heterophylla ingår i släktet Ampelopsis och familjen vinväxter.

## Underarter
Arten delas in i följande underarter:
- A. h. brevipedunculata
- A. h. hancei
- A. h. kulingensis
- A. h. vestita